# آلفين رايت
آلفين رايت (بالإنجليزية: Alvin Wright) هو لاعب كرة قدم أمريكية أمريكي، ولد في 5 فبراير 1961 في ويدووي في الولايات المتحدة، وتوفي في 23 مارس 2018.